# Leppävirta
Leppävirta [ˈlɛpːævirtɑ] ist eine finnische Gemeinde in der Region Savo mit 9177 Einwohnern (Stand 31. Dezember 2022). Sie liegt in der Landschaft Nordsavo 24 Kilometer nördlich der Stadt Varkaus und 52 Kilometer südlich von Kuopio.

## Überblick
Das 1519,44 Quadratkilometer große Gemeindegebiet von Leppävirta umfasst einen Großteil von Soisalo, der größten Binneninsel Finnlands. Rund ein Viertel der Gemeindefläche besteht aus Wasser. Die Staatsstraße 5, eine der wichtigsten Nord-Süd-Verbindungen des Landes, durchquert Leppävirta. Das größte Siedlungszentrum der Gemeinde ist das Kirchdorf Leppävirta mit 4624 Einwohnern (31. Dezember 2004). Andere Ortschaften im Gebiet von Leppävirta sind Sorsakoski (1019), Timola (562), Paukarlahti (510) und Oravikoski (325).

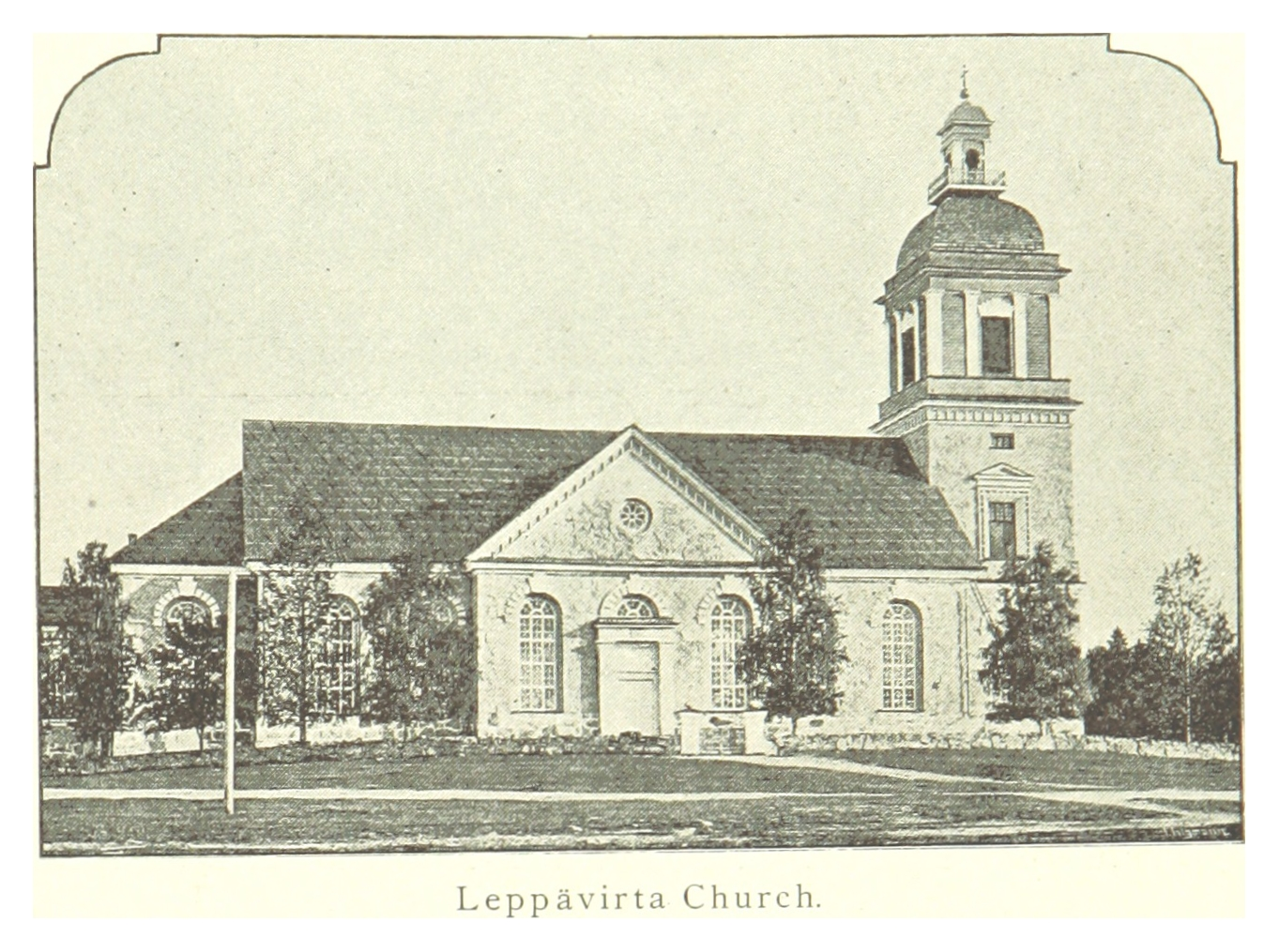

Die Kirchengemeinde Leppävirta wurde 1639 gegründet. Im 19. Jahrhundert erschloss man die Wasserstraßen des Gebiets durch den Bau des Kanals von Konnus. Die Steinkirche von Leppävirta entstand 1846 nach Plänen von Carl Ludwig Engel. An die Industriegeschichte der Gemeinde erinnert das um 1900 entstandene kulturgeschichtlich wertvolle Fabrikmilieu von Sorsakoski. Von 1959 bis 1987 war in Kotalahti im Gebiet von Leppävirta ein größeres Nickelbergwerk in Betrieb.

## Politik

### Gemeinderat
Dominierende politische Kraft in Leppävirta ist die bäuerlich-liberale Zentrumspartei. Sie ist auch nach der Kommunalwahl 2017 mit über 40 % der Stimmen und 16 der 35 Sitze die mit Abstand stärkste Partei im Gemeinderat. Zweitstärkste Partei wurden die Sozialdemokraten mit neun Sitzen. Ebenfalls im Gemeinderat vertreten sind die konservative Nationale Sammlungspartei und das Linksbündnis mit je drei Mandaten sowie die rechtspopulistischen Wahren Finnen und die Christdemokraten mit je zwei Abgeordneten.
| Partei                          | Wahlergebnis 2017 | Sitze   |
| ------------------------------- | ----------------- | ------- |
| Finnische Zentrumspartei        | 43,6 % (+0,1)     | 16 (±0) |
| Sozialdemokraten                | 23,6 % (+5,4)     | 9 (+2)  |
| Nationale Sammlungspartei       | 10,4 % (−1,7)     | 3 (−1)  |
| Linksbündnis                    | 9,1 % (+2,1)      | 3 (+1)  |
| Wahre Finnen                    | 6,2 % (−3,4)      | 2 (−1)  |
| Christdemokraten                | 6,0 % (+0,4)      | 2 (±0)  |
| Kommunistische Partei Finnlands | 1,1 % (+1,1)      | 0 (±0)  |

### Gemeindepartnerschaften
- Schwerte, Deutschland
- Storfors, Schweden
- Dovre, Norwegen
- Orissaare, Estland

## Söhne und Töchter der Gemeinde
- Jully Ramsay (1865–1919), Genealogin
- Jukka Piironen (1925–1976), Leichtathlet
- Jorma Hynninen (* 1941), Opernsänger
- Keijo Korhonen (* 1956), Skispringer
- Anu Vehviläinen (* 1963), Politikerin
- Sanna Markkanen (* 1990), Biathletin
- Otto Invenius (* 2000), Biathlet